# XVe législature de la Troisième République française
La XVe législature de la Troisième République française est un cycle parlementaire qui s'ouvre le 1er juin 1932 et se termine le 31 mai 1936. Le président de la Chambre des députés pour la législature est Fernand Bouisson.

## Composition de l'exécutif

### Président de la République

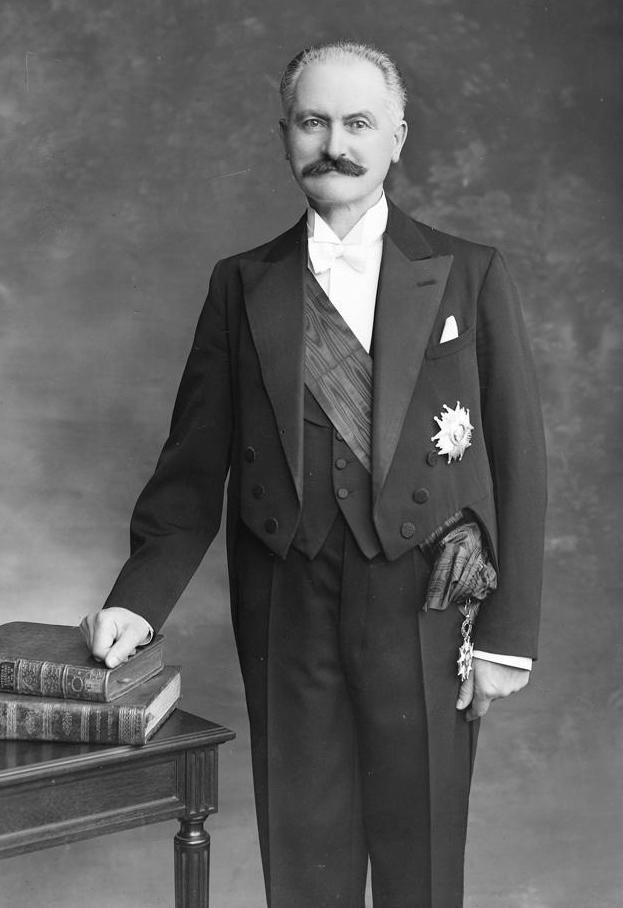
Albert Lebrun président de la République  du 10 mai 1932 au 11 juillet 1940.

### Présidents du Conseil et gouvernements successifs
| Président du Conseil | Président du Conseil   | Président du Conseil   | Parti | Gouvernement | Dates (Durée)                                           | Composition initiale                                     | Coalition                                             |
| -------------------- | ---------------------- | ---------------------- | ----- | ------------ | ------------------------------------------------------- | -------------------------------------------------------- | ----------------------------------------------------- |
| 1                    | Édouard Herriot        | Édouard Herriot        | PRRRS | Herriot III  | 3 juin 1932 - 14 décembre 1932 (6 mois et 11 jours)     | 18 ministres 11 sous-secrétaires d'État                  | Concentration républicaine (PRRRS-AD-RI-PRS-PSF)      |
| 2                    | Joseph Paul-Boncour    | Joseph Paul-Boncour    | PRS   | Paul-Boncour | 18 décembre 1932 - 28 janvier 1933 (1 mois et 10 jours) | 17 ministres 12 sous-secrétaires d'État                  | Concentration républicaine (PRRRS-AD-RI-PRS-PSF)      |
| 3                    | Édouard Daladier       | Édouard Daladier       | PRRRS | Daladier I   | 31 janvier 1933 - 24 octobre 1933 (8 mois et 23 jours)  | 18 ministres 5 sous-secrétaires d'État                   | Concentration républicaine (PRRRS-AD-RI-PRS-PSF)      |
| 4                    | Albert Sarraut         | Albert Sarraut         | PRRRS | Sarraut I    | 26 octobre 1933 - 24 novembre 1933 (29 jours)           | 18 ministres 8 sous-secrétaires d'État                   | Concentration républicaine (PRRRS-AD-RI-PRS-PSF)      |
| 5                    | Camille Chautemps      | Camille Chautemps      | PRRRS | Chautemps II | 26 novembre 1933 - 27 janvier 1934 (2 mois et 1 jour)   | 18 ministres 8 sous-secrétaires d'État                   | Concentration républicaine (PRRRS-AD-RI-PRS-PSF)      |
| 6                    | Édouard Daladier       | Édouard Daladier       | PRRRS | Daladier II  | 30 janvier 1934 - 7 février 1934 (8 jours)              | 17 ministres 9 sous-secrétaires d'État                   | Concentration républicaine (PRRRS-AD-RI-PRS-PSF)      |
| 7                    | Gaston Doumergue       | Gaston Doumergue       | PRRRS | Doumergue II | 9 février 1934 - 8 novembre 1934 (8 mois et 30 jours)   | 2 ministres d’État 17 ministres                          | Union nationale (PRRRS-AD-FR-RI-PSdF)                 |
| 8                    | Pierre-Étienne Flandin | Pierre-Étienne Flandin | AD    | Flandin I    | 8 novembre 1934 - 31 mai 1935 (6 mois et 23 jours)      | 2 ministres d’État 17 ministres 1 sous-secrétaire d’État | AD-PRRRS-RI-FR                                        |
| 9                    | Fernand Bouisson       | Fernand Bouisson       | PRS   | Bouisson     | 1er juin 1935 - 4 juin 1935 (6 jours)                   | 3 ministres d’État 17 ministres 1 sous-secrétaire d’État | Union nationale (PRRRS-AD-FR-RI-PSdF)                 |
| 10                   | Pierre Laval           | Pierre Laval           | DVD   | Laval IV     | 7 juin 1935 - 22 janvier 1936 (7 mois et 15 jours)      | 3 ministres d’État 17 ministres 1 sous-secrétaire d’État | Union nationale (PRRRS-AD-FR-RI-PSdF)                 |
| 11                   | Albert Sarraut         | Albert Sarraut         | PRRRS | Sarraut II   | 24 janvier 1936 - 4 juin 1936 (4 mois et 11 jours)      | 1 ministre d’État 17 ministres 5 sous-secrétaire1 d’État | Concentration républicaine (PRRRS-AD-USR-RI-FR diss.) |

## Composition de la Chambre des députés
Président : Fernand Bouisson
| Groupe parlementaire     | Groupe parlementaire     | Groupe parlementaire                                     | Députés                  | Députés                  | Députés |  |
| Groupe parlementaire     | Groupe parlementaire     | Groupe parlementaire                                     | Membres                  | Apparentés               | Total   |  |
| ------------------------ | ------------------------ | -------------------------------------------------------- | ------------------------ | ------------------------ | ------- |  |
|                          | RRRS                     | Républicain radical et radical-socialiste                | 160                      | 0                        | 160     |  |
|                          | PS                       | Parti socialiste                                         | 131                      | 1                        | 132     |  |
|                          | GR                       | Gauche radicale                                          | 47                       | 0                        | 47      |  |
|                          | FR                       | Fédération républicaine                                  | 41                       | 0                        | 41      |  |
|                          | RG                       | Républicains de gauche                                   | 29                       | 11                       | 40      |  |
|                          | CR                       | Centre républicain                                       | 34                       | 0                        | 34      |  |
|                          | PSF-PRS                  | Parti socialiste français & Parti républicain-socialiste | 27                       | 1                        | 28      |  |
|                          | IG                       | Indépendants de gauche                                   | 23                       | 3                        | 26      |  |
|                          | RS                       | Républicain et social                                    | 18                       | 0                        | 18      |  |
|                          | DP                       | Démocrate populaire                                      | 16                       | 1                        | 17      |  |
|                          | INDEP                    | Indépendants                                             | 14                       | 2                        | 16      |  |
|                          | GI                       | Gauche indépendante                                      | 15                       | 0                        | 15      |  |
|                          | COM                      | Communiste                                               | 10                       | 0                        | 10      |  |
|                          | UO                       | Unité ouvrière                                           | 9                        | 0                        | 9       |  |
|                          | IAESP                    | Indépendants d'action économique, sociale et paysanne    | 8                        | 0                        | 8       |  |
|                          | RC                       | Républicains du centre                                   | 6                        | 1                        | 7       |  |
|                          |                          |                                                          |                          |                          |         |  |
| Total des sièges pourvus | Total des sièges pourvus | Total des sièges pourvus                                 | Total des sièges pourvus | Total des sièges pourvus | 608     |  |

## Organisation de la Chambre des députés

### Président de la Chambre des députés

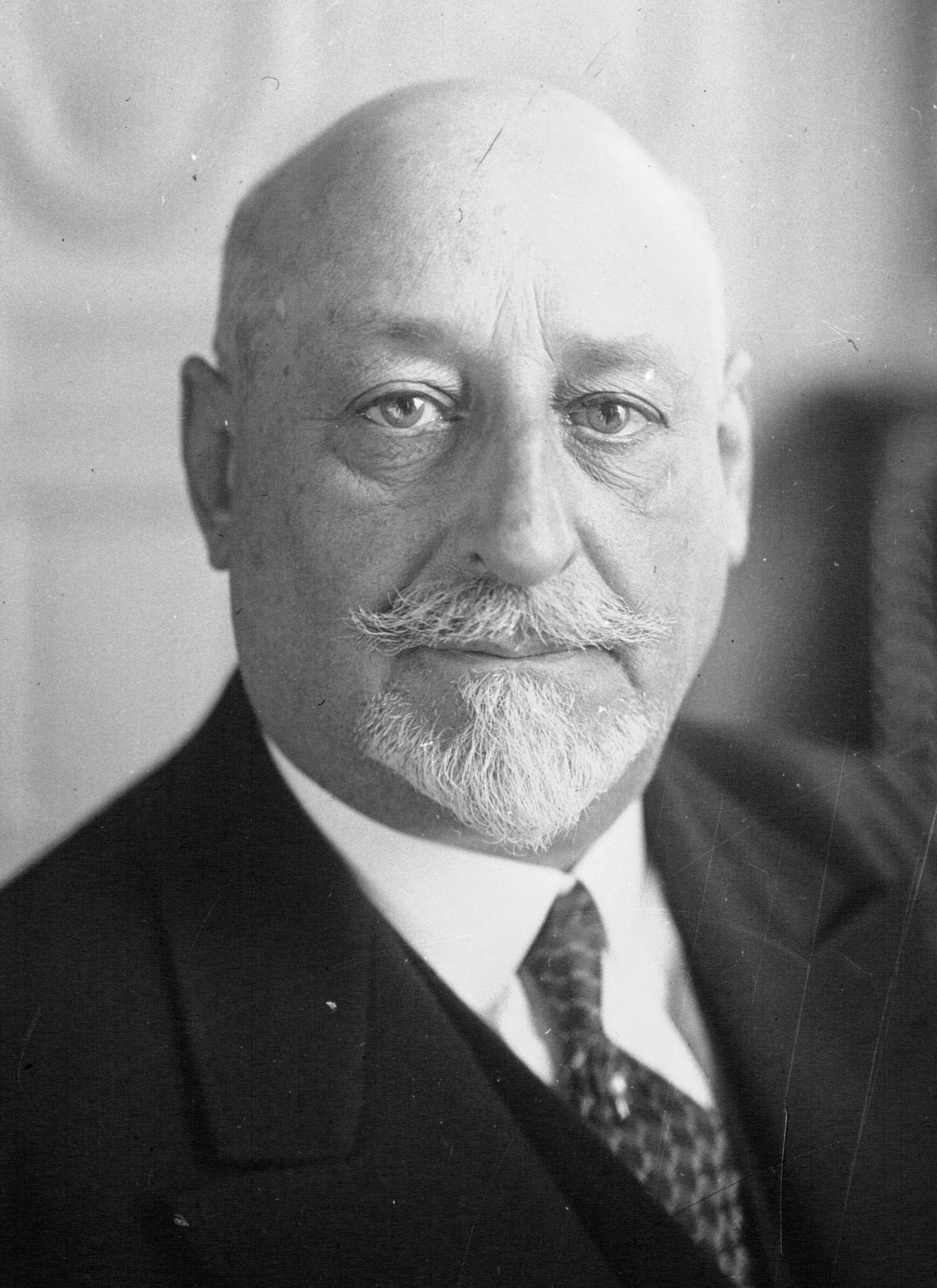
Fernand Bouisson du 1er juin 1932 au 31 mai 1936

## Annexe